# Polonia en los Juegos Olímpicos de Chamonix 1924
Polonia estuvo representada en los Juegos Olímpicos de Chamonix 1924 por un total de 7 deportistas que compitieron en 5 deportes.  
El equipo olímpico polaco no obtuvo ninguna medalla en estos Juegos.